# ThankYouX
Ryan Wilson, Künstlername ThankYouX, ist ein amerikanischer Maler, der bekannt geworden ist für seine Mischung des Abstrakten mit der Kontrolle geometrischer Formelemente.

## Leben und Karriere
Ryan Wilson wuchs auf im Orange County (Kalifornien, USA). Ursprünglich begann er seine künstlerischen Tätigkeiten mit der Graffiti-Street-Art, welche ihn jedoch schnell langweilte, da sie sich seiner Meinung nach nur um das Image drehen würde.
2002 wurde er zum ersten Mal im Bereich der Street-Art tätig und brachte Poster, auf denen er Fotografien seiner Freunde abstrakt inszenierte, im Orange County verteilt an.
Daraufhin gab es einige Jahre keine weitere Beschäftigung seinerseits mit der Street-Art.
Er fing erst wieder an, sich mit der Street-Art aktiv auseinanderzusetzen, als er 2009 nach Los Angeles zog.
Am meisten inspiriert hat ihn Andy Warhol, der ein Vorreiter der Pop-Art war. Ihm zu Ehren kreierte Ryan Wilson ein eher unbekanntes Foto von Warhol auf einem Poster, welches er zunächst an einer Wand in Los Angeles installierte und schrieb „Thank You“ darunter, um seinen Dank für Warhol auszudrücken. Er unterzeichnete es mit einem anonymen „X“, da es ihm bei diesem Werk nicht darum ging, Bekanntheit zu erlangen.
Anders als in seiner Erwartung gewann das Poster schnell immer weiter wachsende Aufmerksamkeit. Da zu diesem Zeitpunkt niemand Ryan Wilson kannte, nannte man ihn einfach „ThankYouX“.
Neben seiner Karriere als Künstler „ThankYouX“ beschäftigt sich Ryan Wilson jedoch auch als DJ und Produzent mit Electronic-Rap und ist in dieser Scene unter dem Namen „Cali’s ThankYouX“ bekannt.
Allerdings ist er mit der Musik nicht so erfolgreich wie mit der Kunst.

## Werke
Seine Werke zeichnen sich aus durch bunte Farben, zu denen Ryan Wilson durch die New Yorker Kunstszene inspiriert wurde. Diese werden in einer abstrakten Weise verarbeitet, jedoch versucht er durch geometrische Figuren das Wilde dieser abstrakten Natur zu kontrollieren.
In diesem Design entstanden beispielsweise auch die Jeans-Jacken, die er anfangs für die Chainsmokers entwarf, die er anschließend aber auch anderen berühmten Personen gab, was seiner Kunst weitere Aufmerksamkeit gab.
Die meisten seiner Werke verfolgen ein ähnliches Muster und unterscheiden sich häufig lediglich in der Farbwahl und in der Größe der geometrischen Figuren.
Dieses Muster zeichnet ihn aus und findet sich bei fast allen seiner Aufträge wieder. So ist es auf vielen Wänden in Los Angeles, Kopfhörern, Motorrädern und vielen anderen Gegenständen wiederzufinden.
Dass er aber auch eine andere Art von abstrakten Werken kreieren kann, bewies er bei dem Auftrag, den er von Snapchat-Gründer Evan Spiegel bekam.
Ähnlich wie 2002, als er seine Freunde in einer abstrakten Weise auf Postern darstellte, erhielt er den Auftrag Bilder von Personen so darzustellen, dass es aussieht als würden sie von sich über die Innenkamera ihres Handys ein Bild machen, mit der Benutzeroberfläche der Snapchat App. Bei den Personen handelte es unter anderem sich um Berühmtheiten wie Daft Punk, Nelson Mandela und Andy Warhol. Bei diesen Werken wählte Ryan Wilson jedoch keine zu kräftigen Farben und versuchte die Personen nicht in Hintergrund zu rücken. Er ist dennoch seinen abstrakten Ansätzen treu geblieben und hat den Hintergrund durch Überlappungen von symmetrischen Mustern und Buchstaben sowie des Snapchat-Logos sehr aufregend designt.

## Aufträge
Inspiriert von Andy Warhol und der Pop-Art, den bunten Farben der New Yorker Kunstszene und von geometrischen Figuren hat Ryan Wilson mittlerweile mehrere Werke veröffentlicht. Außer Gemälden und Postern arbeitet Ryan Wilson mit Unternehmen zusammen und entwickelt Designs, die den Mustern seiner Gemälde nachempfunden sind, welche er auf die Produkte projiziert. Zudem bringt er seine Designs auf Kleidungsstücke. Er designte beispielsweise Denim-Jeans Jacken für die Chainsmokers sowie anderen DJs und einigen Social-Influencern. Sein bedeutendster Auftrag erhielt er von Snapchat CEO Evan Spiegel. Ryan Wilson sollte für ihn Porträts von berühmten Persönlichkeiten wie Daft Punk, Nelson Mandela und Andy Warhol malen und sie so darstellen, als würden sie von sich selber über die Handykamera ein Selbstporträt machen. Insgesamt waren es 13 Werke, von denen eins Steve Jobs darstellte, welches für Evan Spiegel persönlich war.
Ryan Wilson sagt selber, dass er mit dem Auftrag für Snapchat gewachsen sei. Ausgestellt wurden seine Bilder und Figuren bereits bei Ausstellungen in London, New York, Los Angeles, Miami und Hong Kong.

## Soziale Netzwerke
Ryan Wilson ist neben seiner Inszenierung von Andy Warhol auch bekannt geworden über Instagram, Twitter und YouTube, wo er mehr als 100.000 Abonnenten hat. Berühmte Persönlichkeiten des öffentlichen Lebens, die Werke von ihm erhalten haben oder anders auf seine Kunst aufmerksam geworden sind, teilten diese auf ihren Seiten, wodurch immer mehr Leute auf Ryan Wilsons Arbeit aufmerksam wurden. Auf seine Instagram-Seite stellt er hauptsächlich Bilder seiner Arbeit oder informiert seine Abonnenten über anstehende Projekte sowie über geplante Spendenaktionen. Durch Auftritte in YouTube-Videos, wie beispielsweise von Mark Dohner, bekamen Interessenten die Möglichkeit, ihn und seine Arbeit besser kennenzulernen. Auftritte dieser Art gaben ihm die Gelegenheit, seine Intentionen und seine Vorgehensweise darzulegen und sie den Menschen auf eine spannende Art näher zu bringen. Aber auch durch die Aufträge für Snapchat bekam er Aufmerksamkeit in Sozialen Netzwerken, da Snapchat eine Reportage über Ryan Wilson in seine App stellte und seine Motive als Filter für Fotos zur Verfügung stellte, sodass jeder, der die App zu diesem Zeitpunkt besaß, auf ihn aufmerksam gemacht wurde. Im Gegensatz zu vielen anderen Street-Art-Künstlern, deren Kreationen oft illegal im öffentlichen Raum entstehen, ist Ryan Wilson sehr daran interessiert, auf sich durch Auftritte im Internet aufmerksam zu machen. Dabei sieht man ihn oft bei bekannten YouTubern, deren Zuschauer sich gut mit der Zielgruppe von Ryan Wilsons Kunst überschneidet.